# Xerochlamys tampoketsensis
Xerochlamys tampoketsensis är en tvåhjärtbladig växtart som beskrevs av Gerard. Xerochlamys tampoketsensis ingår i släktet Xerochlamys och familjen Sarcolaenaceae. Inga underarter finns listade i Catalogue of Life.